# Cynomorium songaricum
Cynomorium songaricum là một loài thực vật có hoa lâu năm toàn ký sinh trong họ Cynomoriaceae. Loài này được Franz Josef Ivanovich Ruprecht miêu tả khoa học đầu tiên năm 1869.
Loài này thường ký sinh trên rễ của cây bụi thuộc các chi Nitraria, Reaumuria, Salsola và Tamarix.

## Phân bố
Cynomorium songaricum đôi khi được coi là một phân loài của Cynomorium coccineum với danh pháp Cynomorium coccineum var. songaricum, sinh sống dọc theo hồ, đầm lầy than bùn, ven suối và sông trong sa mạc tại Trung Á như ở các tỉnh Cam Túc, Nội Mông, Ninh Hạ, Thanh Hải, Thiểm Tây, Tân Cương của Trung Quốc, Afghanistan, Tây Nam Á (Iran) và Mông Cổ, nơi nó mọc ở độ cao khoảng 500–700 m. 
Nó được gọi là "tỏa dương" (锁阳, suo yang) ở Trung Quốc, nơi người ta tích cực thu hái nó để sử dụng trong y học dân gian để điều trị một số bệnh như hội chứng Koro và mộng tinh.
Một thành phố ở Trung Quốc, gần An Tây (nay thuộc tỉnh Cam Túc), trước kia có tên gọi là Tỏa Dương sau khi một viên tướng trong thế kỷ 7 là Tiết Nhân Quý cùng đội quân của ông đã đứng vững trong một cuộc vây hãm là nhờ ăn loại thực vật này. Sau này nó được "du nhập" (hay nhập khẩu?) từ Mông Cổ vào Trung Quốc trong thời nhà Nguyên như một loại cây thuốc, và được Chu Đan Khê (朱丹溪, Zhū Dānxī) đề cập lần đầu trong Bản thảo diễn nghĩa bổ di (本草衍義補遺, Běncǎo Yǎnyì Bǔyí - bổ sung và mở rộng Thần Nông bản thảo kinh) năm 1347. Nó là một thành phần trong đơn thuốc của ông gọi là hổ tiềm hoàn (虎潛丸, hǔqián wán) sử dụng để điều trị liệt dương và/hoặc chân yếu.

## Thành phần hoạt tính
Cynomorium chứa các glycozit anthocyanic, saponin triterpenoid và lignan.